# Schistocerca
Schistocerca ist eine Gattung der Feldheuschrecken. Die Gattung umfasst etwa 50 Arten. Einige Arten gehören zu den Wanderheuschrecken und sind gefürchtete landwirtschaftliche Schädlinge. Alle Arten, mit einer Ausnahme, leben in Nord- und Südamerika. Die einzige Art der Alten Welt, die Wüstenheuschrecke, ist die Heuschreckenart, die weltweit die bedeutsamsten ökonomischen Schäden verursacht.

## Merkmale
Es handelt sich um mittelgroße bis große, meist relativ schlank gebaute Feldheuschrecken mit Körperlängen etwa zwischen 25 und 68 Millimeter. Die Deckflügel (Tegmina) sind immer lang und fast parallelseitig, sie überragen den Körper und die Hinterknie bei den meisten Arten weit; alle Arten sind gute Flieger (deshalb engl.: bird grasshoppers). Die Färbung ist sowohl zwischen den Arten wie innerhalb der Arten extrem variabel mit rot- oder gelbbrauner, grauer, gelbgrüner bis grüner Grundfarbe mit variablen hellen und dunklen Zeichnungselementen, oft einem gelben Rückenstreif, der sich auf den geschlossenen Deckflügeln fortsetzt, und verstreuten dunklen Flecken auf den Vorderflügeln. Oft sind unterschiedliche Individuen, manchmal auch unterschiedliche Lokalpopulationen derselben Art, sehr unterschiedlich gefärbt, so dass Färbungsmerkmale nicht zur Bestimmung herangezogen werden sollten. Der Kopf ist im Profil und bei Ansicht von oben abgerundet mit einem deutlichen Mittelkiel. Einige Arten besitzen für Kurzfühlerschrecken relativ lange Antennen, die länger sind als Kopf und Pronotum zusammen. Wie alle verwandten Gruppen tragen die Tiere auf der Vorderbrust (Prosternum) einen markanten, zapfenförmigen Vorsprung. Charakteristisch für die Gattung ist die Form der Mittelbrust (Mesosternum). Dieses ist seitlich nach hinten jeweils in einen lappenartigen Vorsprung ausgezogen, der bei den Arten der Gattung immer länger ist als breit, und deren Innenrand geradlinig (nicht gebogen) begrenzt ist. Daran sind die Arten zum Beispiel von sonst sehr ähnlichen, langflügeligen Exemplaren der Gattung Melanoplus zu unterscheiden.
Zur Bestimmung der Arten und zur Unterscheidung von verwandten Gattungen wichtig ist die Genitalmorphologie, insbesondere der Männchen. Die Form der Subgenitalplatte ist charakteristisch, diese ist am Ende in zwei dreieckig geformte Zipfel ausgezogen, nach diesem Merkmal hat die Gattung ihren Namen erhalten (griech. schistos: „gespalten“ und kerkos „Schwanz“). Allerdings ist die Form des Aedeagus weniger artspezifisch als in vielen verwandten Gattungen und allein nicht zur Bestimmung der Art ausreichend.
Die Arten sind bestimmbar mit dem online-Bestimmungsschlüssel von Hojun Song von der University of Central Florida.

## Verbreitung und Biogeographie
Die Arten der Gattung leben, mit einer Ausnahme, in Amerika. So sind neun Arten aus Mexiko bekannt, fünf aus Florida und zwei aus Kalifornien. Die Ausnahme ist die Wüstenheuschrecke Schistocerca gregaria mit einem großen Verbreitungsgebiet in Afrika und Südasien.
Das Verbreitungsmuster der Art, mit einer Art in der Alten Welt, hat bereits seit langer Zeit das Interesse der Biogeographen erregt. Hier lag die Hypothese nahe, dass die afrikanischen Wüstenheuschrecken von Vertretern aus dem amerikanischen Hauptverbreitungsgebiet abstammen, die den Atlantik überquert haben. Der in England forschende Entomologe Vitaly Michailovitsh Dirsh hatte sogar die afrikanische Art mit der nordamerikanischen Schistocerca americana synonymisiert (eine Ansicht, die sich aber nicht durchgesetzt hat). Im Oktober 1988 wurde nun tatsächlich ein Heuschreckenschwarm der Wüstenheuschrecke registriert, der den Atlantik fliegend überquert hatte – ein Flugstrecke von mindestens 5.000 Kilometern nonstop. Diese Tiere flogen aber in entgegengesetzter Richtung, von Afrika aus in die Karibik. Eine später durchgeführte Untersuchung der Verwandtschaftsverhältnisse mit den Methoden der molekularen Phylogenie, anhand homologer Abschnitte der mtDNA, ergab nun, dass die Wüstenheuschrecke der Alten Welt die Schwesterart aller amerikanischen Arten zusammengenommen ist. Damit ist es so gut wie sicher nachgewiesen, dass die amerikanischen Arten auf einen (oder auch mehrere) in früheren Zeiten verdriftete Schwärme dieser Art zurückgehen müssen. Damit ist es auch wahrscheinlich geworden, dass das Schwarmverhalten der Art der ursprüngliche Zustand und bei den solitär lebenden Arten sekundär verlorengegangen ist. Ein unterstützendes Indiz dafür ist, dass auch solitäre Arten, wenn sie in abnorm hoher Dichte im Labor gehalten werden, Merkmale von Wanderheuschrecken ausbilden, wie zum Beispiel eine markant rote und schwarze Zeichnung anstelle grüner Färbung der Nymphen.

## Wanderheuschrecken
Innerhalb der Gattung sind gleich mehrere Arten als Wanderheuschrecken bekannt, neben der Wüstenheuschrecke Schistocerca gregaria sind dies Schistocerca picifrons, Schistocerca cancellata und Schistocerca interrita (manche Autoren rechnen auch Schistocerca americana zu den Wanderheuschrecken, obwohl die Faktenlage hier nicht eindeutig ist). Bei diesen Arten treten Imagines und Nymphen in zwei in der Färbung und in verschiedenen anderen morphologischen Merkmalen sowie auch im Verhalten markant unterschiedlichen Formen auf. Die Nymphen der einzeln lebenden oder solitären Form sind unauffällig, meist grün, gefärbt, diejenigen der wandernden oder gregären Form tragen auffallende Färbungs- und Zeichnungsmuster, oft Rot- oder Orangetöne, kombiniert mit Schwarz; nach Untersuchungen an der Wüstenheuschrecke handelt es sich dabei um eine echte Warntracht: Die Nymphen der Wanderform fressen mehr giftige Pflanzen und sind so durch mit der Nahrung aufgenommene Sekundäre Pflanzenstoffe besser gegen Fressfeinde geschützt.
Alle Wanderheuschrecken-Arten sind landwirtschaftliche Schädlinge. Gelegentlich werden aber auch solitäre Arten der Gattung schädlich, wenn sie in besonders hohen Dichten auftreten, zum Beispiel in Zitruskulturen in Florida.

## Taxonomie
Die Gattung Schistocerca wird zur Unterfamilie Cyrtacanthacridinae der Familie Acrididae gerechnet (einige Taxonomen stellen sie alternativ mit einigen verwandten Unterfamilien in eine eigene Familie Catantopidae). Diese Unterfamilie ist ansonsten, mit einer Ausnahme (der kurzflügeligen, flugunfähigen Gattung Halmenus, Endemit der Galapagosinseln) nur in der Alten Welt verbreitet. Die DNA-Untersuchung ergab allerdings, dass Schistocerca gegenüber Halmenus paraphyletisch ist, nächstverwandt zu den Schistocerca-Arten der Galapagosinseln selbst. Die Arten dieser Gattung sollten daher in die Gattung Schistocerca mit einbezogen werden. Nahe verwandt sind nach der Morphologie und den Ergebnissen der molekularen Phylogenie etwa die Gattungen Valanga, Nomadacris, Bryophyma, Rhadinacris.

## Nutzung
In Mexiko werden Arten der Gattung unter dem Namen Chapulines als Lebensmittel zubereitet.